# Ponte strallato

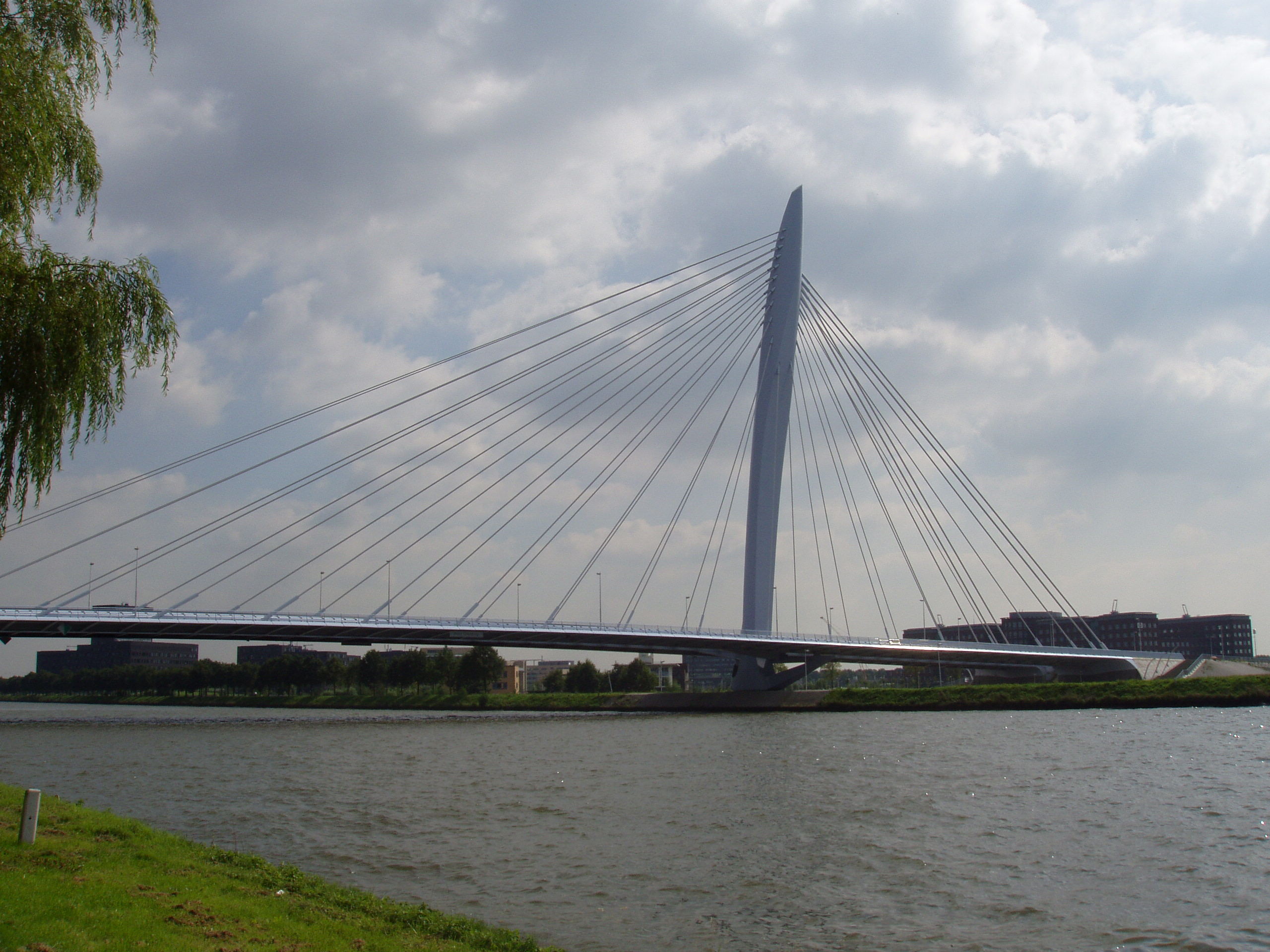
Prins Clausbrug sul Canale Amsterdam-Reno a Utrecht

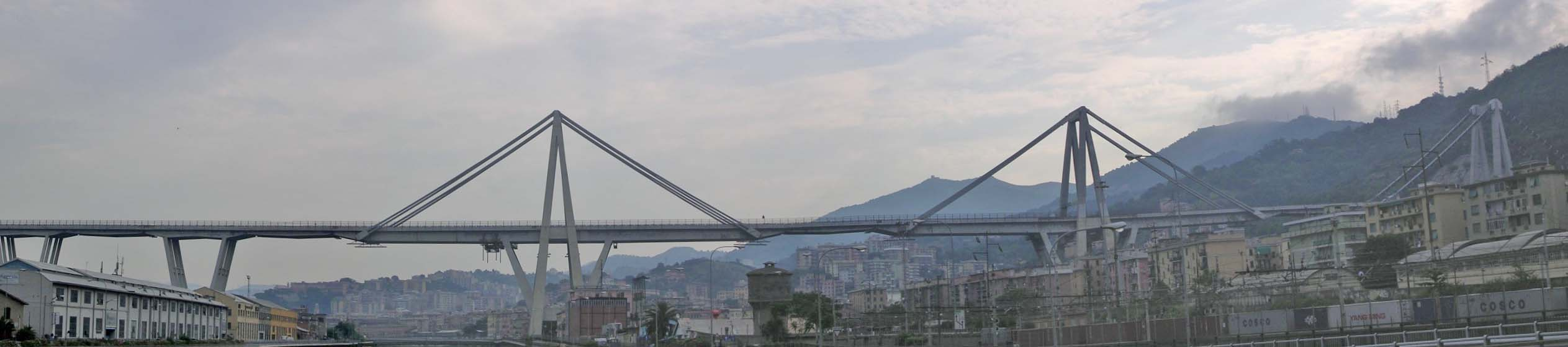
Viadotto Polcevera, Genova; progettato da Riccardo Morandi, è stato il primo ponte strallato in calcestruzzo armato precompresso realizzato in Italia (1963-1967)

Un ponte strallato è un ponte di tipo "sospeso" nel quale l'impalcato è retto da una serie di cavi (gli stralli) ancorati a piloni (o torri) di sostegno.
Rispetto ad un ponte sospeso di tipo classico, in cui l'impalcato è appunto sospeso mediante pendini verticali ai cavi portanti che assumono la forma molto simile ad una parabola, gli stralli del ponte strallato collegano direttamente il piano dell'impalcato alle torri e assumono una forma apparentemente rettilinea. I ponti strallati si stanno imponendo come soluzione ideale per superare le medie e grandi luci fino ad oltre i mille metri.

## Storia

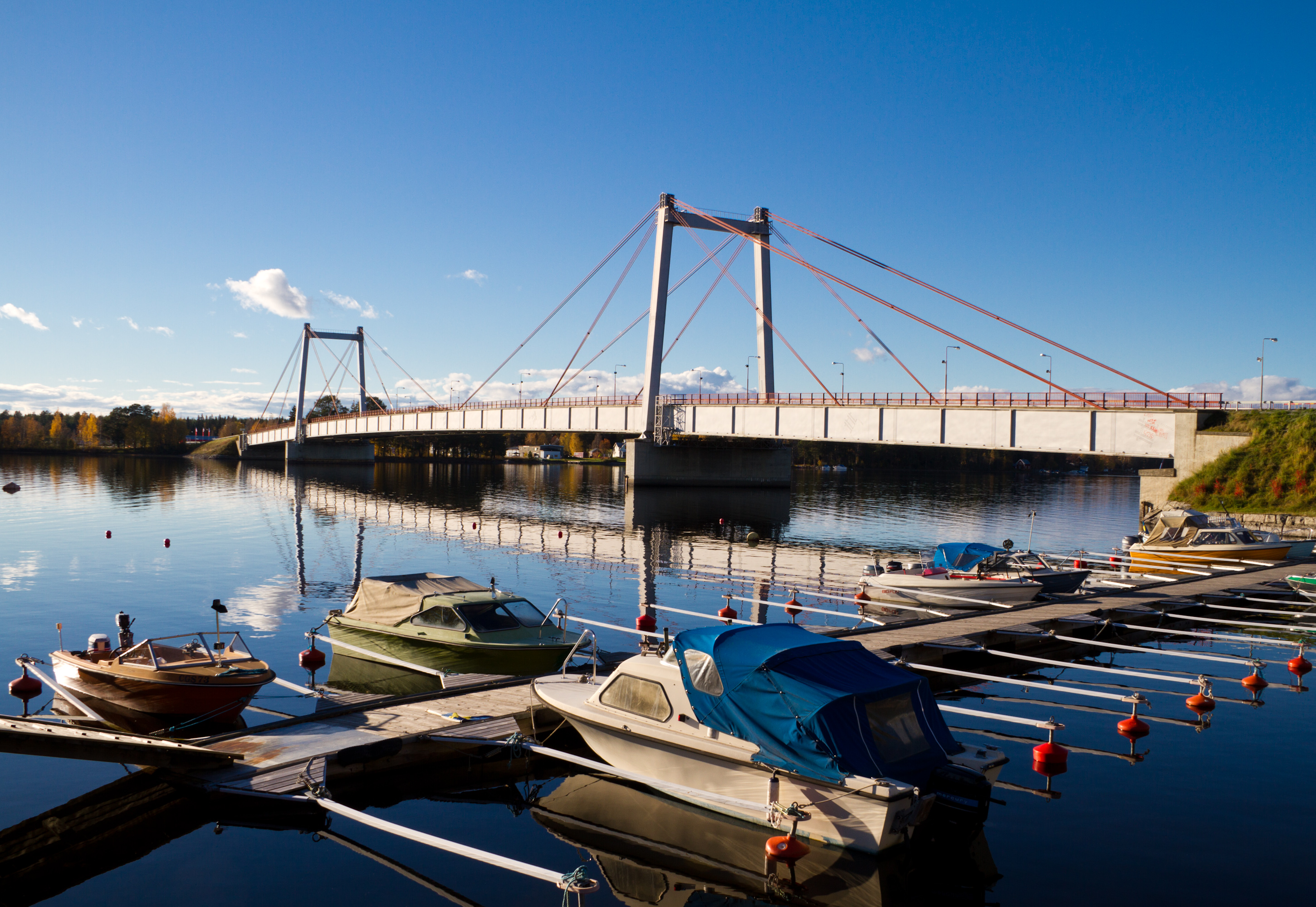
Ponte di Strömsund

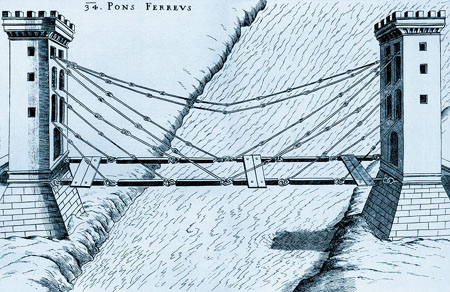
Il ponte strallato (ferreus) di Fausto Veranzio

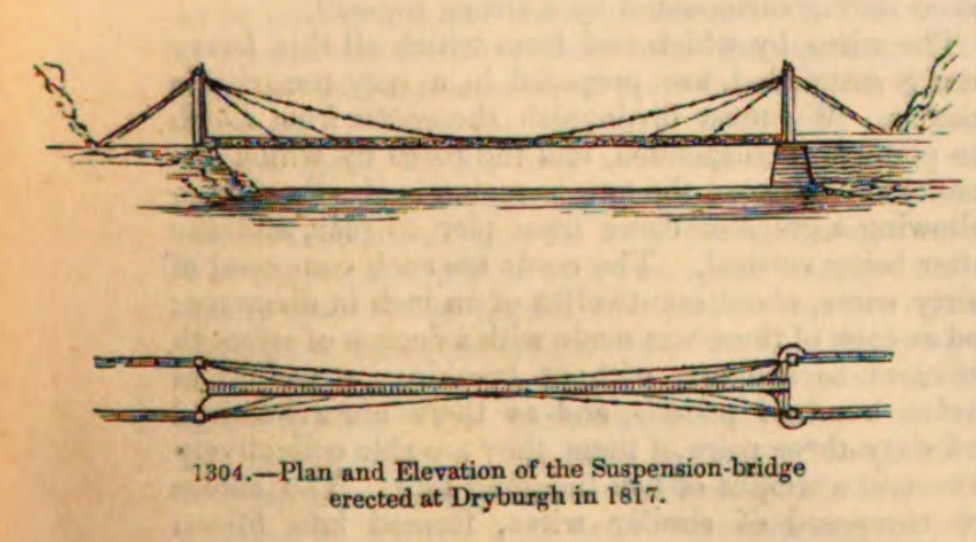
Dryburgh Abbey Bridge, crollato nel 1818

L'idea di sorreggere una trave con funi inclinate, gli stralli, è antichissima: i ponti levatoi medioevali e, molto prima, i picchi delle navi egiziane, ne sono un esempio. Le prime applicazioni di tale sistema nella costruzioni di ponti, apparvero sin dai secoli XVII e XIX, rispettivamente in Italia (Fausto Veranzio), in Germania (Immanuel Löscher) ed in Inghilterra (Redbath and Brown). Il primo a presentare un progetto, sia pure teorico, di ponte strallato è Fausto Veranzio, eclettica figura di letterato ed inventore, che nella sua opera "Machinae Novae" tra tante invenzioni presenta anche un "pons ferreus", con impalcato di legno e stralli costituiti da catene.
La prima realizzazione conosciuta, del 1784, è un ponte a Freyberg dovuta al carpentiere tedesco Immanuel Löscher. Purtroppo due drammatici crolli di opere di questo tipo, in Inghilterra sul fiume Tweed nel 1818 (Dryburgh Abbey Bridge) ed in Germania sul Saale nel 1824, arrestarono per più di un secolo lo sviluppo di questo schema. Claude-Louis Navier, che fu incaricato di indagare sulla causa di questi collassi, concluse le sue ricerche sconsigliando l'adozione di tali ponti e suggerendo invece quella dei classici ponti sospesi con cavo parabolico ed impalcato a travata irrigidente portato da tiranti verticali. Dopo di ciò i ponti strallati furono dimenticati mentre il ponte sospeso tradizionale iniziò il suo grande sviluppo con le note realizzazioni nord americane.
Soltanto nel 1938 Franz Dischinger iniziò a riscoprire il ponte strallato proponendo un ponte ferroviario sospeso a doppio binario sul fiume Elba presso Amburgo, con una luce unica di 750 m, nel quale la sospensione delle parti laterali della luce centrale era prevista coi tiranti inclinati a ventaglio uscenti dalla sommità delle torri. Dischinger pubblicò i risultati dei suoi studi solo nel 1949, e subito dopo, tra il 1950 e il 1952, numerosi progetti di ponti strallati furono proposti in Germania per la ricostruzione di alcuni ponti sul fiume Reno. Il primo ponte strallato moderno è il Strömsund Bringe (Svezia) di 183 m realizzato sempre da Dischinger nel 1955.

## Caratteristiche

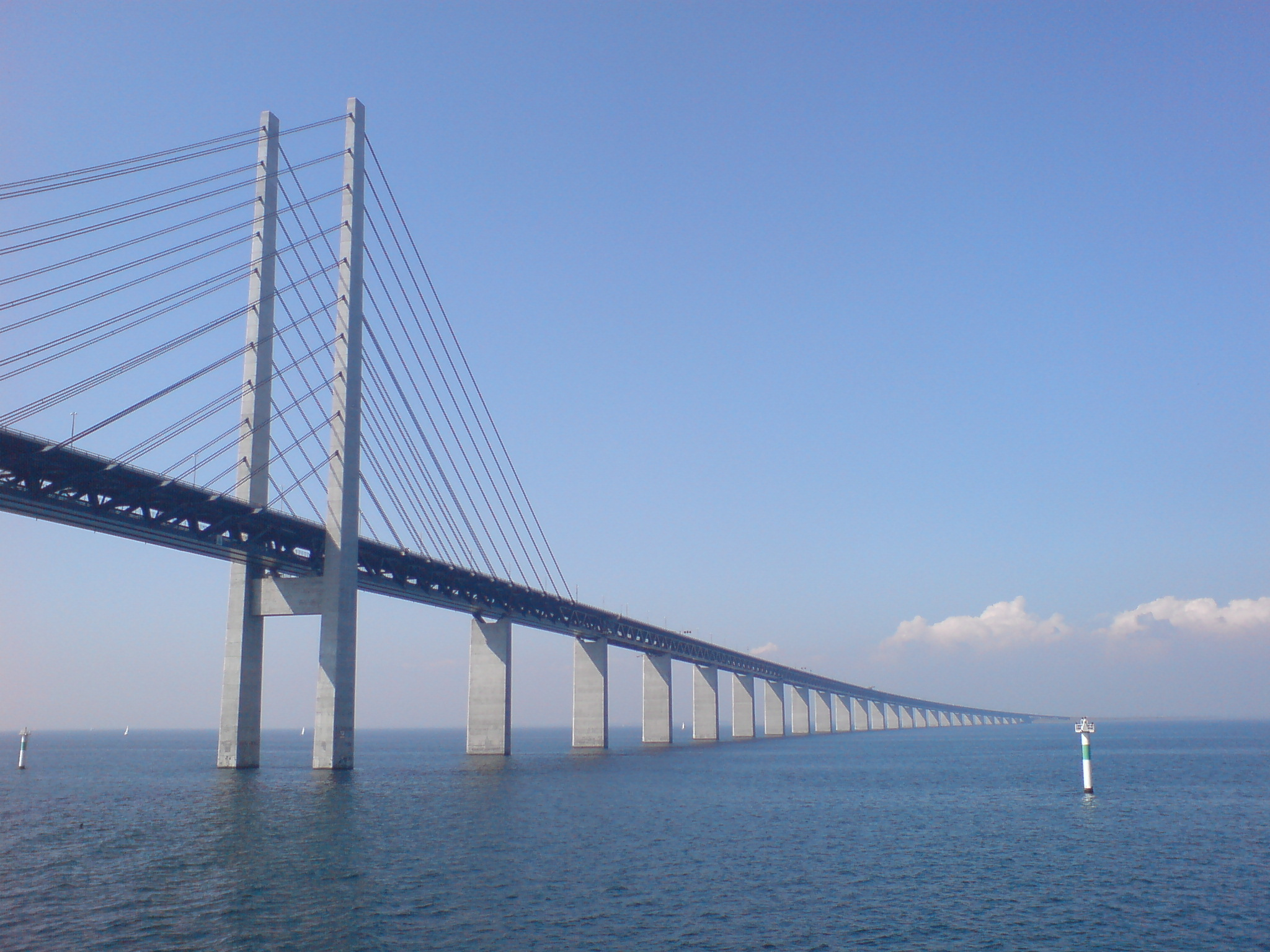
Ponte di Øresund, che collega Copenaghen (Danimarca) con Malmö (Svezia)

Gli elementi costruttivi di un ponte strallato sono essenzialmente i seguenti:
- l'impalcato;
- gli stralli;
- le antenne o piloni;
- le spalle.

La caratteristica saliente dei ponti strallati è quella di assumere un comportamento statico, anche per i carichi mobili, di tipo "quasi reticolare", ovvero con soli sforzi assiali nelle membrature della struttura. Nella maggioranza dei casi i ponti adottano uno schema di tipo autoancorato (es. Ponte di Normandia in Francia) e l'impalcato è così soggetto a sforzi prevalentemente di compressione, mentre nei ponti strallati ancorati a terra (es. Ponte all'Indiano a Firenze) l'impalcato è prevalentemente in trazione. Gli stralli risultano sempre tesi, anche quelli di ormeggio o di mezzeria che, in base ad alcune condizioni di carico, sono soggetti a grandi escursioni di sforzo, rimanendo però sempre in trazione. La deformabilità dei ponti strallati non dipende essenzialmente dalla rigidezza dell'impalcato (come nei ponti sospesi classici a travata irrigidente) ma principalmente dal sistema di strallatura.
Se progettato correttamente il ponte strallato ha un regime di sollecitazioni flessionali nell'impalcato di tipo secondario, consentendo così altezze dell'impalcato molto ridotte (sostanzialmente legate alla larghezza dello stesso) con notevoli benefici anche sul piano estetico. Il confronto con il ponte sospeso vede sicuramente prevalere il ponte strallato nel campo di luci tra i 200 m e i 1100 m, soprattutto se è previsto il transito ferroviario. Infatti il ponte strallato rispetto al ponte sospeso è meno deformabile, più facilmente costruibile e comporta un quantitativo di acciaio ad alta resistenza (per i cavi) decisamente inferiore.

## Tipologia

Ponte strallato a ventaglio

Ponte strallato ad arpa

A seconda della disposizione longitudinale degli stralli, i ponti strallati si possono distinguere in due tipi fondamentali:
- ponti con stralli ad arpa gli stralli sono paralleli fra loro e i punti di attacco sul pilone sono distribuiti lungo tutta la sua altezza;
- ponti con stralli a ventaglio gli stralli non sono paralleli e convergono dall'impalcato alla sommità delle antenne.

Esiste anche una disposizione intermedia degli stralli, detta ibrida, nella quale gli stralli non sono paralleli e i punti di attacco sono distribuiti lungo il pilone ma su una zona limitata.

## Sistemi di sospensione

Differenti tipi di piloni per ponti con sospensione laterale

Differenti tipi di piloni per ponti con sospensione centrale

A seconda della disposizione trasversale degli stralli, il sistema di sospensione può essere sostanzialmente di due tipi:
- sospensione centrale gli stralli sono disposti su un unico piano verticale passante per il centro dell'impalcato. In questo caso l'impalcato deve possedere un'elevata rigidità torsionale;
- la sospensione laterale nel quale gli stralli sono disposti su due piani verticali o inclinati con aggancio degli stralli ai bordi dell'impalcato.

A seconda del tipo di disposizione trasversale e longitudinale cambia la geometria delle antenne.

## Passo degli stralli
Nei primi ponti strallati erano adoperati pochi stralli con passo molto ampio (30 – 50 m). Questa soluzione con stralli concentrati comportava grandi sforzi nei cavi che richiedevano complicati congegni di ancoraggio nonché spessori notevoli dell'impalcato. La tendenza attuale, invece, prevede una riduzione del passo degli stralli con un corrispondente aumento del loro numero (la cd. strallatura continua o diffusa).

Ponti con differenti misure di passo degli stralli

La soluzione con stralli diffusi comporta i seguenti vantaggi:
- si riducono le flessioni longitudinali dell'impalcato;
- si riduce il diametro dei cavi;
- si riducono le dimensioni dell'impalcato;
- si migliora la stabilità aerodinamica.

Il passo degli stralli è generalmente mantenuto costante, orientativamente 6-15 metri.

## Altezza dei piloni
L'altezza del pilone influenza molto la statica del ponte, infatti con l'aumento dell'angolo cavo-impalcato (cioè piloni alti) diminuisce anche la trazione nello stesso. L'inclinazione ottimale dei cavi è 45° ma può variare nel ragionevole limite di 25°-65° con i valori più bassi per i cavi esterni al pilone. Per questa ragione, a parità di luce da superare, i piloni di un ponte strallato sono molto più alti dei corrispondenti piloni di un ponte sospeso.

## Materiali
Gli stralli sono essenzialmente costituiti da trefoli in acciaio, mentre l'impalcato e le antenne possono essere realizzate sia in acciaio che in calcestruzzo armato precompresso. Pertanto si possono avere sia ponti interamente in acciaio (piloni - impalcato - stralli) sia ponti misti con piloni e impalcato in calcestruzzo armato oppure con impalcato in sistema composto, calcestruzzo-acciaio.
È ormai tristemente famosa, per il crollo di Genova nell'agosto del 2018, la tecnica dell'ingegnere Morandi che in importanti ponti strallati usò stralli in cemento armato precompresso in cui erano affogati i tiranti in acciaio, quattro per pilone non tenendo conto del possibile degrado nel tempo del cemento e delle conseguenti difficoltà nella manutenzione.

## Esempi
A partire dalla fine degli anni cinquanta del XX secolo, e con un rapido incremento nei primi anni del XXI secolo, sono stati realizzate nel mondo diverse centinaia di ponti strallati proprio nel campo di luci sopracitato, affermando così definitivamente questa nuovo tipo di ponte per il superamento delle grandi luci. 
I ponti strallati sono stati proposti inizialmente per l'attraversamento di un'unica grande luce, generalmente realizzando uno schema di ponte a tre grandi luci di cui quella centrale è la maggiore. Tuttavia sono stati realizzati anche ponti strallati su più luci uguali, con schemi statici adattati alle luci multiple come, ad esempio nei ponti sul torrente Polcevera a Genova (1960-1964, parzialmente crollato nel 2018) e sulla laguna di Maracaibo in Venezuela (1957-1962), progettati entrambi da Riccardo Morandi  o nelle recenti realizzazioni del ponte Rion Antirion in Grecia (2004) o nel viadotto di Millau (2004) e del ponte di Térénez (2011), entrambi in Francia. 
Dal luglio 2012 il record mondiale di luce libera per i ponti strallati è detenuto dal ponte di Vladivostok, che collega la città all'isola Russky ed ha una campata centrale di 1.104 m. In Italia il ponte strallato con la maggior luce (310 m) è il ponte strallato sul fiume Adige sull'Autostrada A31 "Valdastico sud", tra i comuni di Badia Polesine (RO) e Piacenza d'Adige (PD).

### Ponti di Santiago Calatrava a Reggio Emilia
I ponti costruiti su progetto di Santiago Calatrava a Reggio Emilia per l'attraversamento della Autostrada A1 e della linea ferroviaria ad alta velocità costituiscono un caso particolare di ponti strallati per la loro valenza architettonica: l'insieme dei tre ponti è composto da tre archi orientati perpendicolarmente tra di loro che sostengono le campate. 
I due ponti laterali, con l'arco disposto in senso trasversale all'asse del ponte con funzione di antenna, possono essere assimilati ai ponti strallati mentre nel ponte centrale l'arco è disposto lungo l'asse del ponte. Quest'ultimo va classificato come un ponte ad arco a via inferiore con elementi di sospensione centrali (cd. trave Langer). 
I tre ponti sono stati inaugurati il 20 ottobre 2007.

### Ponte all'Indiano a Firenze

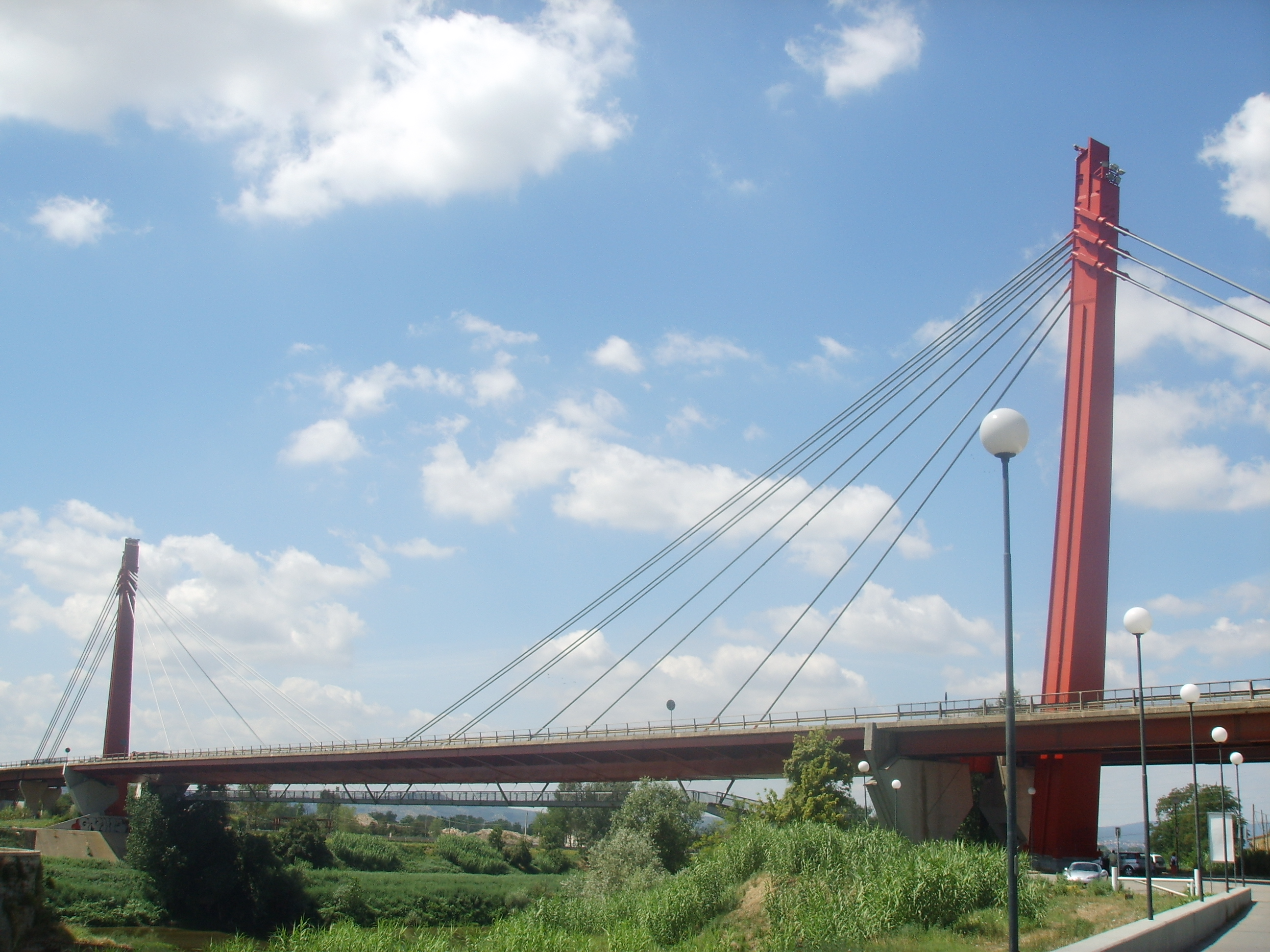
Ponte all'Indiano a Firenze

Il progetto fu redatto nel 1968 e successivamente ripreso nel 1972 con riguardo alla realizzazione dell'opera. Per l'attraversamento dell'Arno si è realizzata una soluzione a travata d'acciaio strallata, torsiorigida, senza pile di sostegno nel fiume, in modo da scavalcarne con un'unica luce l'intero alveo. Allo scopo di evitare dimensioni eccessive per lo spessore della travata, la stessa è dunque del tipo strallato, e pertanto funziona principalmente come arco reticolare a tre cerniere capovolto. Il sistema di ormeggio della sospensione è costituito da due puntoni leggermente inclinati verso gli accessi e arretrati rispetto alle imposte della travata, dalla sommità dei quali parte un doppio ordine di stralli confluenti sulla travata. L'ormeggio esterno dei piloni è stato previsto a 65 m di distanza da ciascuno di essi.

### Ponte Živopisnyj

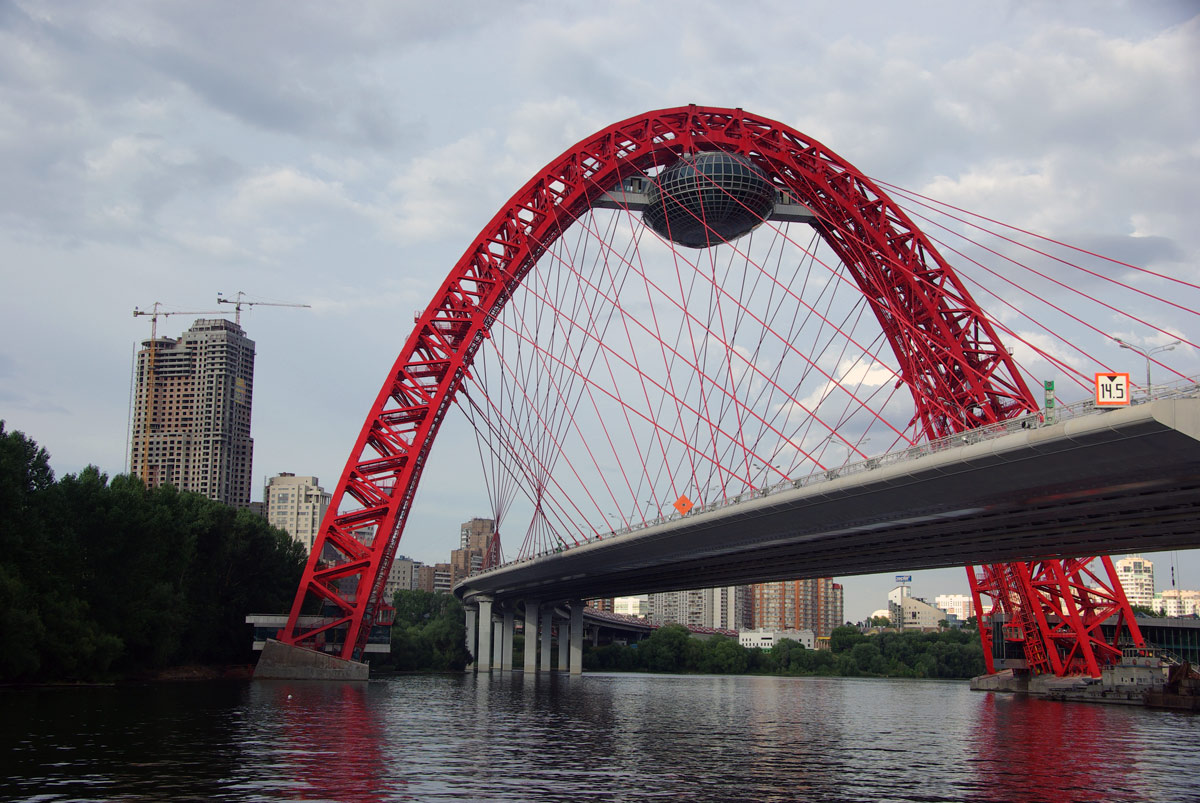
Il ponte Živopisnyj

La sezione centrale del Ponte Živopisnyj sul fiume Moscova a Mosca è un ponte strallato nel quale il pilone è costituito da un grande arco in acciaio perpendicolare al piano stradale dal quale partono oltre 70 stralli in acciaio. L'arco raggiunge una altezza di 105 metri al di sopra del livello del fiume e al momento della sua inaugurazione nel 2007 è il ponte strallato più alto d'Europa.

### Ponti Beipan e Siduhe
Al 2016, il ponte strallato più elevato al mondo era il Ponte Beipan nei pressi di Liupanshui, lungo 720 metri e alto 565 m sopra il livello del fiume, mentre il Ponte Siduhe era il più grande ponte sospeso al mondo, alto 496 metri e lungo più di 900.